# Strife
Strife (znana też jako Strife: Trust No One) – gra komputerowa z gatunku first-person shooter, wyprodukowana przez Rogue Entertainment i wydana przez Velocity Incorporated w 1996 roku. Akcja gry dzieje się w przyszłości, w świecie opanowanym przez religijną organizację znaną jako The Order; gracz wciela się w najemnika, który dołącza do ruchu oporu, by obalić jej władzę. Gra oparta jest na silniku id Tech 1, stworzonym przez id Software na potrzeby Doom.
Strife rozwinęła formułę rozgrywki znaną z wcześniejszych strzelanek, dodając elementy charakterystyczne dla gier fabularnych, takie jak możliwość prowadzenia dialogów z innymi postaciami lub rozwijania zdolności głównego bohatera. Choć recenzje w prasie chwaliły rozwiniętą fabułę, krytykowano jakość grafiki oraz archaiczność wykorzystanego silnika. Po latach publicyści oceniali grę jako niedocenioną w swoim czasie, widząc w niej prekursora takich tytułów jak Deus Ex.
12 grudnia 2014 wydana została przez firmę Nightdive Studios ulepszona wersja gry o nazwie The Original Strife: Veteran Edition, w której m.in. poprawiono oprawę graficzną.

## Fabuła
Akcja gry dzieje się w jakiś czas po katastrofalnym upadku komety, wraz z którą przybył groźny wirus. Wybuchła zaraza, w wyniku której zmarły miliony ludzi, a reszta zarażonych stała się mutantami. Część mutantów, którzy słyszeli w głowie głos złowieszczego bóstwa, utworzyła organizację zwaną The Order („Zakon”), podporządkowując sobie resztę ludzi i zamieniając ich w niewolników. W ukryciu działa jednak ruch oporu o nazwie The Front.
Głównym bohaterem gry jest wędrowny najemnik o nieznanym imieniu, schwytany przez żołnierzy Zakonu w pobliżu miasta Tarnhill. Zabija swych strażników, po czym wchodzi w kontakt z mężczyzną o imieniu Rowan, który proponuje bohaterowi dołączenie do Frontu. Wręcza mu urządzenie komunikacyjne, przez które bohater może porozumiewać się z członkinią ruchu oporu o pseudonimie Blackbird; przez resztę gry Blackbird udziela mu informacji i wskazówek. Najemnik udaje się do siedziby Frontu, gdzie przywódca ruchu, Macil, zleca mu szereg zadań mających na celu osłabienie Zakonu. Po kilku aktach sabotażu Front atakuje zamek, siedzibę lokalnych władz Zakonu; główny bohater, biorąc udział w akcji, odnajduje w zamku wysoko postawionego członka Zakonu, zwanego The Programmer („Programistą”), i zabija go. Gdy dotyka używanej przez Programistę broni, traci przytomność.
Najemnik budzi się w zamku opanowanym już przez Front. Macil wyjaśnia, że odnalezione urządzenie jest jednym z pięciu fragmentów potężnej broni czczonej przez Zakon, zwanej The Sigil („Pieczęć”). Zleca bohaterowi odnalezienie pozostałych czterech części. W tym celu najemnik udaje się do istoty zwanej The Oracle („Wyrocznią”), która ujawnia, że kolejny fragment jest w posiadaniu jednego z przywódców Zakonu, The Bishop („Biskupa”). Najemnik odnajduje Biskupa i zabija go; wraca następnie do Wyroczni, która oznajmia, że posiadaczem trzeciego fragmentu Sigila jest sam Macil, który jest zdrajcą i pragnie sam posiąść moc Sigila. W tym momencie gracz musi podjąć decyzję. Może uznać Wyrocznię za kłamcę i zabić ją, bądź zaufać Wyroczni i zabić Macila. W zależności od wyboru zmienia się dalszy przebieg fabuły.
Jeśli gracz zaufa Macilowi i zabije Wyrocznię, w ten sposób otrzymując trzeci fragment, otrzymuje od Macila kolejne zadanie – zatrzymać działanie fabryki, gdzie Zakon zamienia schwytanych ludzi w „biomechanicznych żołnierzy”. Fabryka ta zbudowana jest na miejscu, gdzie niegdyś spadła kometa. Po wykonaniu misji bohater dowiaduje się, że Macil oszalał; gdy próbuje rozmawiać z Macilem, ten w obłąkaniu mówi, że chce uwolnić „jedynego boga” i atakuje gracza. Po zabiciu Macila bohater uzyskuje kolejny fragment Sigila. Wraca następnie do fabryki, gdzie swoje laboratorium ma Loremaster, kolejny wysoko postawiony członek Zakonu. Po zabiciu Loremastera – i tym samym zdobyciu ostatniego już fragmentu Sigila – najemnik wykorzystuje broń jako klucz, by uzyskać dostęp do miejsca upadku komety. Tam znajduje statek kosmiczny obcej cywilizacji. Wewnątrz statku czeka pozaziemska istota zwana The Entity („Istota”) – to ona jest odpowiedzialna za opanowanie umysłów zmutowanych ludzi i stworzenie Zakonu. Najemnik zabija ją za pomocą Sigila; jej śmierć oznacza koniec Zakonu. Bohater spotyka się twarzą w twarz z Blackbird, która oznajmia, że dzięki jego zwycięstwu udało się opracować lekarstwo na wirusa, po czym darzy go pocałunkiem.
Zdarzenia mają inny przebieg, jeśli gracz zaufa Wyroczni i natychmiast zabije Macila, zdobywając trzeci fragment Sigila. Najemnik, kierując się wskazówkami Wyroczni, udaje się następnie do laboratorium Loremastera i zabijając go, uzyskuje czwarty fragment. Wyrocznia ujawnia wówczas, że jedynie wykorzystywała bohatera do swych własnych celów, zamierzając za pomocą Sigila uwolnić „jedynego boga” i uzyskać wieczne życie. Najemnik zabija Wyrocznię i, posiadając już wszystkie pięć fragmentów Sigila, udaje się do pozaziemskiego statku kosmicznego pod fabryką. Tam następuje spotkanie z Entity, jednak istota przemawia głosem Blackbird, sugerując, że przez całą grę manipulowała bohaterem, by odzyskać wolność i zawładnąć planetą. Po zabiciu Entity następuje zakończenie, tym razem mniej szczęśliwe – nie udało się opracować lekarstwa, a przyszłość ludzkości jest niepewna.

## Rozgrywka
Strife jest grą z gatunku first-person shooter; akcja obserwowana jest oczami postaci kierowanej przez gracza. W czasie gry często występuje konieczność walki z żołnierzami oraz robotami bojowymi podległymi Zakonowi. Na początku główna postać ma do dyspozycji jedynie nóż, jednak w trakcie gry można znaleźć liczne rodzaje potężnej broni dystansowej, takie jak kusza lub miotacz ognia. Ponadto postać gracza posiada inwentarz, w którym może przechowywać odnalezione przedmioty, takie jak leczące apteczki, pancerze ochronne lub złote monety.
Wiele ze spotykanych w grze postaci nie jest wrogo usposobionych do gracza i można z nimi rozmawiać, prowadzić dialogi bądź handlować. Napotykane postacie często zlecają graczowi konkretne zadania, co popycha akcję do przodu. Użycie broni poza sytuacją bojową powoduje zwykle aktywację alarmu i zaatakowanie postaci gracza przez strażników, jednak niektóre rodzaje uzbrojenia – sztylet oraz zatrute bełty do kuszy – umożliwiają atakowanie wrogów bez wywoływania alarmu.
W przeciwieństwie do większości ówczesnych gier first-person shooter, w Strife gracz nie zwiedza poziomów jednego po drugim w danej kolejności. Zamiast tego może on swobodnie podróżować między poszczególnymi obszarami.
Postać gracza ma dwa liczbowe atrybuty, accuracy („celność”) i stamina („wytrzymałość”), które można co jakiś czas rozwijać. Rozwijanie pierwszego atrybutu zwiększa celność broni dystansowej używanej przez gracza, zaś rozwój wytrzymałości zwiększa maksymalną ilość zdrowia głównego bohatera oraz obrażenia ataków wręcz.

## Odbiór
Strife zebrała wśród publicystów dość pozytywne recenzje. Uwagę recenzentów zwróciła nowatorska formuła gry; w przeciwieństwie do poprzednich gier z gatunku first-person shooter, takich jak Doom, w Strife gracz musi współpracować z przyjaźnie nastawionymi ludźmi, a zabijanie wszystkich napotkanych postaci źle się dla niego kończy. Część recenzji pozytywnie oceniała jakość fabuły, jednak recenzent „Next Generation” zarzucił grze liniowość i brak możliwości dokonywania wyborów. Również recenzent Secret Service uznał fabułę za wprawdzie dość zajmującą, ale zbyt liniową, a samą grę za zbyt mało rozbudowaną, by zasługiwać na określenie gry RPG.
Pozytywnie ocenione zostały głosy aktorów podkładających głos postaciom. W szczególności chwalono postać Blackbird; recenzent GameSpot określił jej głos jako „najseksowniejszą rzecz, jaka kiedykolwiek rozległa się z moich głośników”.
Grafika Strife oceniana była w większości negatywnie. Krytykowano niską rozdzielczość grafiki oraz wykorzystanie przestarzałego silnika graficznego, zwłaszcza w epoce gier takich jak Duke Nukem 3D bądź Quake. Lepiej oceniano pełnoekranowe obrazy pojawiające się podczas scen przerywnikowych i dialogów, choć recenzent „Resetu” określił je jako „podłe komiksowe slajdy”. Niektórzy recenzenci uznali grę za mało nowatorską wobec obecności na rynku takich tytułów jak CyberMage: Darklight Awakening. Za wadę uznawano też umożliwienie nagrania tylko jednego zapisanego stanu naraz, tym bardziej, że popełniając błąd można uniemożliwić sobie ukończenie gry.
Po latach publicyści oceniali grę pozytywnie. Recenzent serwisu jeuxvideo.com uznał Strife za dobrą propozycję dla fanów gier typu shooter i pochwalił fabułę. Grze poświęcono też dwa artykuły na witrynie PC Gamera. Richard Cobbett opisał ją w poświęconym mało znanym grom cyklu „Saturday Crapshoot”. Uznał Strife za niedocenioną w swoim czasie mimo wprowadzonych innowacji, ale zarazem stwierdził, że przez lata zdążyła się zestarzeć. Paul Dean w cyklu „Reinstall” wyraził opinię, że gra została niesłusznie zapomniana, i zachęcał czytelników do zapoznania się z nią. Obaj publicyści porównali Strife’a do późniejszej Deus Ex, która także łączyła formułę rozgrywki first-person shooter z rozwiązaniami z gier fabularnych.